# Міненко Любов Павлівна
Любов Павлівна Міненко (* 5 травня 1950, Канів) — українська художниця. Членкиня Національної спілки художників України, Національної спілки театральних діячів України.

## Життєпис
Народилася 5 травня 1950 року в Каневі на Черкащині в сім'ї робітників. 
У 1973 одружилася з інженером та художником Миколом Міненком.
1976 року закінчила Київський державний художній інститут, факультет живопису, театральне відділення (майстерня Данила Лідера). 
По закінченні інституту за розподілом разом з чоловіком поїхала до Хмельницького, де протягом двох років працювала художницею-постановницею вистав у Хмельницькому музично-драматичному театрі ім. Г. Петровського.
З 1980 працювала в Києві.
З 2000 — член Національної спілки художників України, Національної спілки театральних діячів України.
З 2003 працює в Каневі в училищі культури та мистецтв викладачкою композиції.

## Творчість
У творчому доробку має більше 1000 акварелей, 300 полотен олією й темперою, понад 100 авторських аплікацій, 20 пастелей.
Студенткою V курсу оформила виставу «Не просте, а золоте» Ю. Чаповецького в Київському театрі юного глядача.
Здійснила художньо-монументальне оформлення Будинку шлюбу по вулиці Червоноармійській в Києві, художнє оформлення книг Т. Ніколаєвої: «Украинская народная одежда», «Київ та Київщина», «Історія національного одягу».
З 1979 — постійна учасниця Всеукраїнських та Міжнародних художніх виставок. У творчому доробку художниці десятки персональних виставок  у Національному музеї Т. Шевченка, музеї Павла Тичини, Національному музеї літератури, Національному художньому музеї, Українському Домі (Київ), Національному заповіднику Т.Г. Шевченка (Канів), у Києво-Могилянській академії, Державному музеї театру і кіно України (Київ), Львівському Палаці мистецтв, Київському Будинку вчителя, Національній науковій бібліотеці ім. В.І. Вернадського, Київському Будинку актора, галереї «Крок назустріч» (Київ), Києво-Могилянській академії, Канівському музеї декоративно-прикладного мистецтва.

## Відзнаки
Лауреатка Премії імені Василя Стуса (2013).